# 光滑绿蟹
光滑绿蟹（学名：Chlorodiella laevissima）为扇蟹科绿蟹属的动物。分布于日本、澳大利亚、毛里求斯、马达加斯加、台湾岛以及中国大陆的西沙群岛等地，常栖息于海水。